# Full House Kiss2
《Full House Kiss2》（フルハウスキス2）是2006年2月23日由卡普空發售PS2用的恋爱冒险游戏。正式種類名稱為恋爱女佣。是Full House Kiss的續作。人物設計與原畫是由少女漫畫家佑羽栞擔任。media mix企画、佑羽刊作画的漫画版在白泉社的《花與夢》上連載。繼承登場人物的續編《Full House Kiss2～戀愛迷宮～》從2007年12月20日開始由daletto（ダレット）配信。

## 登場人物

### 主要角色
铃原 麦※名字可以变更
聲：小林沙苗※仅广播剧CD
7月9日生，16歳，O型，161cm。女主角。不論何時總是元氣十足，是個好勝的女孩子。一哉曰「是個橫衝直撞的笨蛋」。相當擅長家務。在前作的事件解決後便回到自己的家生活，由於一哉的請求再次到御堂家住且擔任女佣的工作，還成為了東條葵的秘書……
御堂 一哉
声：荻原秀樹
2月18日生，17歳，A型，178cm。祥慶學園3年級，La Prince之一。世界的大企業御堂集團的獨生子。一出生便成為集團的接班人，7歲就隻身到英國留學學習帝王學。高中生時已經是六個企業有實權的社長。具有名聲與實權，冷靜沉著且傲慢不遜，不過卻是個認真溫柔的笨蛋。在頭腦明晰成績優秀體育萬能稱譽「完整無缺的領袖人物的超级魅力高中生」的背後，其實对掃除和整理之类的工作很不擅长应付。在本作中，成为某人暗杀的对象，出事故重傷3個月。
※遊戲中的生日为「2月19日」是制作方的小疏漏。
松川 依织
声：佐佐木望
9月23日生，20歳，AB型，182cm。祥慶學園3年級，不過因為途中休學赴美所以是20歲。La Prince之一，在一哉的家寄住。歌舞劇團世家出身，在歌舞劇團表演舞台上是旦角演員，不過某事件由於原因現在離開梨園。但前作後和父母好像開始取得聯絡。赴美其間因為有模特兒的美貌做了模特兒的工作，有成年人的姿色也能取悅女性。因為過去痛苦的戀愛經驗产生「已經不想再戀愛」的想法，对誰也不習慣認真对待。基本上是非常尊重女性的人，认为对男孩子无论怎样都好，对男性态度颇为粗鲁而且尖酸刻薄。
羽仓 麻生
声：櫻井孝宏
8月6日生，17歳，O型，180cm。祥慶學園2年級。La Prince之一，在一哉的家寄住。大銀行的名門子弟，但完全沒有要繼承家業的意思，夢想是成為Hassler在世界活躍。从祖母的留恋不舍、母親的死、父親和姐姐的不和之中出走，不過从前作後好像開始跟家人有恢復良好的關係。雖然被認為是「有討厭女人的想法」，但通过跟麦在一起生活的數個月，「我们」的意識開始萌芽。说谎會觉得不安的老實人，也因此容易被欺騙，是瀨伊时常捉弄的對象。喜歡摩托車撞球之外，最近對電腦也開始有興趣。
一宫 濑伊
声：成瀨誠
5月13日生，17歳，AB型，175cm。祥慶學園2年級。La Prince之一，在一哉的家寄住。祥庆的女生私下里说拥有中性小恶魔外形的他是「學園的妖精」。有着无论什么都想不明白的地方，虽然在对周围感到困扰的时候会笑嘻嘻地吐出刻薄的话，其实内心敏感而容易受伤害。曾经有一段时间以職業的鋼琴演奏家作為目標，但钢琴师父青树有不正当的意图，讓作為音樂家的父母間產生了争执，現在断绝了跟他們的關係，也捨棄了夢想。興趣變成收集蠟燭和裝飾品，捉弄麻生是每天的習慣。
松川 皇
声：坪井智浩
12月6日生，19歳，AB型，165cm。依織的弟弟，是歌舞劇團界的希望。近日等待宣佈繼承师名的公演，從那時就有沉重的壓力，得時常來訪問依織。两人表面上看去好像是關係良好的兄弟，其實由於皇过去引起的事件的影响，两人之间有看不見的深溝。想为那件事赎罪，再加上深信自己作為演員的資質敵不過這樣的哥哥，對依織相當有心結。热爱歌舞劇團，每天不斷努力學習和練習。
东条 葵
声：鈴村健一
11月3日生，35歳，A型，178cm。自前作的追隨校園事件后，被派遣代替櫻木永世，成为年輕的祥慶學園理事長。前職是大學副教授。言行舉止溫和，是個穩重親切的成年男子。
山本 春太
声：岸尾大輔
24歳，172cm。不知道要「安定」，得意樣樣的祥慶學園體育教師。從前作開始就中意身为女教師的麦，死心眼地深信她也能感受到所谓的“灵魂伴侣”，像跟踪狂一样追踪着她。愛好寫詩。

### 其他角色
丘崎 夏实
声：浅野真澄
15歳，158cm。祥慶學園的學生，与麦是从幼年時代就开始的好友。丘崎建設的社長千金。喜歡依織。
游洛院 十和子
声：松下美由紀
15歳，165cm。祥慶學園的學生。經過前作和麦成為朋友關係。看起來好像傲慢，实则非常努力。
姬神 樱子
声：椿理沙
16歳，158cm。祥慶學園的學生，十和子的跟班。家人是舊貴族出身的銀行董事長。麻生的大FAN。
白崎 京香
声：小暮英麻
16歳，152cm。祥慶學園的學生，十和子的跟班。家里經營家電產品公司。瀨伊的大FAN。
九条 陆
声：小野大輔
18歳，177cm。祥慶學園罕見的不良學生。從前作的女教師时代開始就把麦视为眼中釘……
樋山 城
声：大橋隆昌
17歳。祥慶學園的學生，學生會书记。家里經營製藥公司。有點神經質。
五寶 直士
声：渡边英雄
18歳。祥慶學園的學生，與江見瞳子是青梅竹馬也是戀人，不過當初被彼此的父母拼命反對。以醫生作為目標。
江見 瞳子
声：細野雅世
18歳。祥慶學園的學生，與五寶直士是青梅竹馬也是戀人，被父母認同交往，決定跟五寶直士一樣向醫學的道路前進。
北条 竹治
声：上田陽司
56歳，160cm。溫厚穩健的祥慶學園學園長。和善地关注着麦的工作。
中泉 绚子
声：友永朱音
21歳。在舊男爵家出生的千金，隆行的妻子。與一哉是老朋友的關係，在他出事故后，第一個來通知麦的女性。
中泉 隆行
声：小野大輔
35歳。中泉集團的下屆统帅。有實業家的野心。
铃原 苗
19岁，162cm。麦所憧憬的年长3岁的姐姐。現在與戀人安藤征志一起在英國居住。
安藤 征志
19岁，181cm。苗的恋人。

## 关联商品

### CD

#### DRAMA CD
- Full House Kiss Adventure Drama CD～La Prince殺人事件 处女雪别墅～
- Full House Kiss Adventure Drama CD～La Prince殺人事件 处女雪别墅追加DISC～

#### 原声带·音乐CD
- Full House Kiss2 原声带
- 治愈的Muse～Full House Kiss 单曲集 Vol.11～（松川依織＆松川皇）
- 今宵CEREMONY～Full House Kiss 单曲集 Vol.12～（御堂一哉＆一宮濑伊）
- 青春AFTERMATH～Full House Kiss 单曲集 Vol.13～（東条葵＆中泉隆行）
- 恋花EDUCATOR～Full House Kiss 单曲集 Vol.14～（山本春太＆北条竹治）
- 通向未来的鸣钟～纯白之路～～Full House Kiss 单曲集 Vol.15～（松川依織）
- 创作你的东西～Full House Kiss 单曲集 Vol.16～（一宮濑伊）
- 華燭之空～Brilliant Sky～～Full House Kiss 单曲集 Vol.17～（御堂一哉）
- 恋愛専科～Full House Kiss 单曲集 Vol.18～（山本春太）

※全由发售 

#### CD书
- Full House Kiss2 广播CD～今晚我是主人～ 官方 Fan Book Vol.1~4

### 关联书籍
- Full House Kiss2 官方导航手册
- Full House Kiss2 官方完全导航上册～恋与事件的前半戦～
- Full House Kiss2 官方完全导航下册～愛与真相的後半戦～

※全由卡普空发售